# Terence Donovan
Terence "Terry" Donovan es un actor inglés-australiano, más conocido por haber interpretado a Mick Peters en la serie Division 4 y a Doug Willis en la serie Neighbours.

## Biografía
Estuvo casado con la ex lectora de noticias Sue McIntosh, con quien tuvo un hijo, el actor Jason Donovan; sin embargo se divorciaron en 1973.
En 1980 se casó con Marlene Saunders, con quien tiene un hijo: Paul Donovan.

## Carrera
Antes de convertirse en actor fue cantante.
En 1968 apareció como invitado en la serie Hunter donde interpretó a dos personajes distintos primero a Wade en el episodio "The Long Weekend" y luego a Biggs en el episodio "Misadventure", al año siguiente apareció nuevamente en la serie ahora dando vida a Peter Grant durante el episodio "Neptune".
En 1969 se unió al elenco principal de la serie Division 4 donde interpretó al detective mayor de la policía Mick Peters hasta 1976.
En 1977 apareció por última vez en la serie Homicide dando vida a Peter Majoney en un episodio, anteriormente había aparecido por primera vez en la serie en 1968 interpretando a Gerald Stone en el episodio "The Apprentice" y más tarde a Greg Adams en el episodio "Murder in Microscope".
En 1985 se unió al elenco recurrente Sons and Daughters donde interpretó al maestro de inglés Tom Chaplin hasta 1986 después de que su personaje decidiera mudarse a Melbourne luego de revelar que estaba enamorado de Sally, la hija de su novia Charlie Bartlett.
En 1989 apareció como invitado en la serie Mission: Impossible donde interpretó al senador Tom Oxenford.
Ese mismo año interpretó a Joe Baxter en dos episodios de la serie A Country Practice, anteriormente había aparecido por primera vez en la serie en 1983 donde interpretó a Harry Taylor en los episodios "Truth and Consequences: Part 1 & 2", luego apareció de nuevo en la serie ahora en 1985 interpretando a T. J. Riley durante los episodio "Seasons Come and Seasons Go: Part 1 & 2". 
En 1990 se unió al elenco recurrente de la popular serie australiana Home and Away donde interpretó a Al Simpson, el padre de Sophie Simpson y padre adoptivo de Bobby Simpson hasta el 1 de marzo del mismo año después de que su personaje fuera arrestado y encarcelado por sus crímenes. Anteriormente el papel de Al fue interpretado por el actor George Leppard en 1988.
El 1 de agosto del mismo año se unió al elenco principal de la serie australiana Neighbours donde dio vida a Douglas "Doug" Willis, el padre de Adam, Brad, Gaby y Cody Willis hasta el 15 de septiembre de 1994 después de que su personaje decidiera mudarse a Darwin, Terence regresó a la serie brevemente el 27 de julio de 2005 para las celebración 20 de la serie. El 9 de abril de 2014 Terence regresó a la serie y su última aparición fue el 9 de mayo del mismo año después de que su personaje decidiera irse de viaje con su esposa Pam. Terence regresó a la serie y su última aparición fue el 6 de abril de 2016 después de que su personaje muriera luego de las heridas que había sufrido al quedar atrapado en la explosión del Hotel Lassiter.
En el 2013 apareció como invitado en la serie House Husbands donde interpretó a Doug.

## Filmografía
Series de televisión
| Año                            | Serie                               | Personaje                  | Notas                                               |
| ------------------------------ | ----------------------------------- | -------------------------- | --------------------------------------------------- |
| 1990 - 1994, 2005, 2014 - 2016 | Neighbours                          | Doug Willis                | 506 episodios                                       |
| 2013                           | House Husbands                      | Doug                       | 2 episodios                                         |
| 2003                           | MDA                                 | Eric Savage                | 2 episodios                                         |
| 1999                           | Blue Heelers                        | Ian Waldron                | 3 episodios                                         |
| 1990                           | Flair                               | Sargento Doogan            | miniserie                                           |
| 1990                           | Home and Away                       | Al Simpson                 | 24 episodios                                        |
| 1989                           | G.P.                                | Darcy Watts                | episodio "Second Chance"                            |
| 1989                           | Mission: Impossible                 | Tom Oxenford               | episodio "The Fixer"                                |
| 1989                           | E Street                            | Ken Swanson                | episodio "Tuesday"                                  |
| 1989                           | A Country Practice                  | Joe Baxter                 | 2 episodios                                         |
| 1989                           | The Flying Doctors                  | Jim Cardaci                | episodio "The Chips Are Down"                       |
| 1985 - 1986                    | Sons and Daughters                  | Tom Chaplin                | 16 episodios                                        |
| 1985                           | Winners                             | Peter Trig                 | episodio "Room to Move"                             |
| 1985                           | Prisoner                            | Bob Taylor                 | 6 episodios                                         |
| 1977                           | Cop Shop                            | Sen. Det. Sgt. Vic Cameron | -                                                   |
| 1977                           | The Outsiders                       | Stan Frazer                | episodio "Ambush"                                   |
| 1977                           | Homicide                            | Peter Mahoney              | episodio "Gone Fishing"                             |
| 1977                           | Hotel Story                         | -                          | -                                                   |
| 1976                           | Solo One                            | Bill Morgan                | episodio "The River Pirates"                        |
| 1976                           | Power Without Glory                 | Frank Lammence             | -                                                   |
| 1969 - 1976                    | Division 4                          | Sen. Det. Mick Peters      | 300 episodios                                       |
| 1976                           | Tandarra                            | Sean Daly                  | episodio "The Brothers"                             |
| 1975                           | The Last of the Australians         | Mr. Walker                 | episodio "Ashes to Ashes"                           |
| 1974                           | Rush                                | Doctor Kirby               | episodio "There's a Change from the Old to the New" |
| 1969                           | Hunter                              | Peter Grant                | episodio "Neptune"                                  |
| 1968                           | The Champions                       | Operador de Radio          | episodio "Twelve Hours"                             |
| 1967                           | The Prisoner                        | Marinero                   | episodio "Checkmate"                                |
| 1967                           | Man in a Suitcase                   | Brent                      | episodio "Sweet Sue"                                |
| 1967                           | Bellbird                            | -                          | -                                                   |
| 1966                           | Bat Out of Hell                     | Sloane                     | episodio # 1.5                                      |
| 1966                           | Armchair Theatre                    | Mensajero                  | episodio "The Tilted Screen"                        |
| 1964                           | The Indian Tales of Rudyard Kipling | Soldado Jenkins            | episodio "His Private Honour"                       |
| 1964                           | It's a Woman's World                | Jim                        | episodio "Julie"                                    |
| 1964                           | The Hidden Truth                    | Reportero                  | episodio "One for the Road"                         |
| 1961 - 1963                    | Consider Your Verdict               | Keith Upton                | 2 episodios                                         |

Películas
| Año  | Título | Personaje  | Notas                                                              |
| ---- | ------ | ---------- | ------------------------------------------------------------------ |
| 2005 | Puppy  | Dr. Holden | junto a Andy McPhee, Nadia Townsend, Bernard Curry & Deniz Akdeniz |

Escritor
| Año  | Título     | Notas                    |
| ---- | ---------- | ------------------------ |
| 1970 | Division 4 | episodio "My Mate Death" |

Apariciones
| Año  | Programa                  | Notas                                      |
| ---- | ------------------------- | ------------------------------------------ |
| 2010 | Who Do You Think You Are? | episodio "Jason Donovan"                   |
| 2001 | Australian Story          | episodio "The Prodigal Son: Jason Donovan" |

Teatro
| Año        | Obra                      | Personaje              | Director (a)         | Teatro                | Notas                                                                |
| ---------- | ------------------------- | ---------------------- | -------------------- | --------------------- | -------------------------------------------------------------------- |
| 2008, 2009 | Travelling North          | -                      | Bruce Myles          | Randall Theatre       | junto a Kate Cole, Lewis Fiander, Sandy Gore & Ross Thompson         |
| 2007       | Mary Bryant               | Boswell                | Aaron Joyner         | Theatreworks          | junto a Jan Atwill, Don Bridges, Shaun Kingma & Cole Rintoul         |
| 2005       | Sunset Boulevard          | -                      | Wayne Harrison       | State Theatre         | junto a David Campbell, Roger Howell, Peter Lowrey & Derek Taylor    |
| 2004       | Annie Get Your Gun        | Buffalo Bill           | Roger Hodgman        | State Theatre         | junto a Louise Bell, Natalie Gilhome, Marina Prior & Stephanie Watt  |
| 2004       | Carousel                  | Narrador               | Gary Young           | State Theatre         | junto a Danielle Barnes, Lucas Glover & Derek Taylor                 |
| 2002       | Footloose                 | Director Clark         | David Gilmore        | Capitol Theatre       | junto a Spencer McLaren, Natalie Bassingthwaighte & Renae Berry      |
| 1999       | Certified Male            | -                      | Terence O'Connell    | Athenaeum Theatre     | junto a Mark Neal, Peter Rowsthorn, Glynn Nicholas & Scott Rankin    |
| 1999       | Born Yesterday            | -                      | Bruce Myles          | -                     | junto a Betty Bobbitt, John McTernan, Greg Stone & John Wood         |
| 1998       | Follies                   | -                      | Stephen Lloyd Helper | -                     | junto a Glenn Butcher, Nancye Hayes & Suzanne Johnston               |
| 1990       | Barnum                    | -                      | John Saunders        | His Majesty's Theatre | junto a Sara Grenfell, Rebecca Morton, Igor Sas & Craig Williams     |
| 1989       | Coralie Lansdowne Says No | Peter York             | Carrillo Gantner     | Alexander Theatre     | junto a Lisa Armytage, Peter Finlay, Ailsa Piper & Ross Williams     |
| 1988       | Educating Rita            | -                      | Peter Williams       | Phillip St- Theatre   | junto a Amanda Muggleton                                             |
| 1988       | Faces in the Street       | -                      | Wayne Harrison       | Everest Theatre       | junto a Bartholomew John, Scott McGregor & Stephen Rae               |
| 1986       | King of Country           | -                      | Wayne Harrison       | Wharf Theatre         | junto a Valerie Bader, Matthew Fargher, Les Foxcroft & Jodie Gillies |
| 1986       | Hurlyburly                | -                      | Gary Down            | Russell St. Theatre   | junto a Shane Bourne, Robert Essex, Gary Files & Fiona Spence        |
| 1981       | The Marginal Farm         | -                      | Aarne Neeme          | Russell St. Theatre   | junto a Chris Connelly, Diane Craig & Justine Saunders               |
| 1981       | Chicago                   | Billy Flynn            | Richard Wherrett     | Theatre Royal         | junto a Judi Connelli, Nancye Hayes, Rod Dunbar & Pamela French      |
| 1979       | Miss Julie                | Jean                   | Roger Pulvers        | Playbox Theatre       | junto a Julie McGregor & Maggie Millar                               |
| 1978       | Breaker Morant            | Harry "Breaker" Morant | John Sumner          | Athenaeum Theatre     | junto a Roy Baldwin, Gary Day, Anthony Hawkins & Michael Morrell     |
| 1977       | The Club                  | -                      | Rodney Fisher        | Russell St. Theatre   | junto a Frank Gallacher, Harold Hopkins & John Walton                |
| 1977       | The Fall Guy              | -                      | Mick Rodger          | Russell St. Theatre   | junto a Mervyn Drake, Norman Kaye & Stephen Oldfield                 |
| 1968       | Oh What a Lovely War      | -                      | George Fairfax       | St Martins Theatre    | junto a Peter Drake, Liz Harris, Jeffrey Hodgson & Bryon Williams    |
| 1968       | Period of Adjustment      | -                      | George Fairfax       | St Martins Theatre    | junto a Dorothy Bradley, John Frawley & Joe James                    |
| 1968       | Halloran's Little Boat    | -                      | Irene Mitchell       | St Martins Theatre    | junto a Paul Eddey, Sheila Florance, Sandy Gore & Paul Karo          |
| 1964       | Hamlet                    | -                      | Raymond Westwell     | Russell St. Theatre   | junto a Elspeth Ballantyne, Eric Hoek & Dennis Miller                |
| 1963       | The Last of the Rainbow   | -                      | Wal Cherry           | Emerald Hill Theatre  | junto a Robert Cross, David James, Aarne Neeme & John Paton          |
| -          | Peter Pan                 | Capitán Hook           | -                    | Melbourne Theatre     | junto a Nicola Stapleton & Laurence Mark Wythe                       |